# Libnotes (Libnotes) minyneura
Libnotes (Libnotes) minyneura is een tweevleugelige uit de familie steltmuggen (Limoniidae). De soort komt voor in het Australaziatisch gebied.